# Голод в Южном Судане (2017)

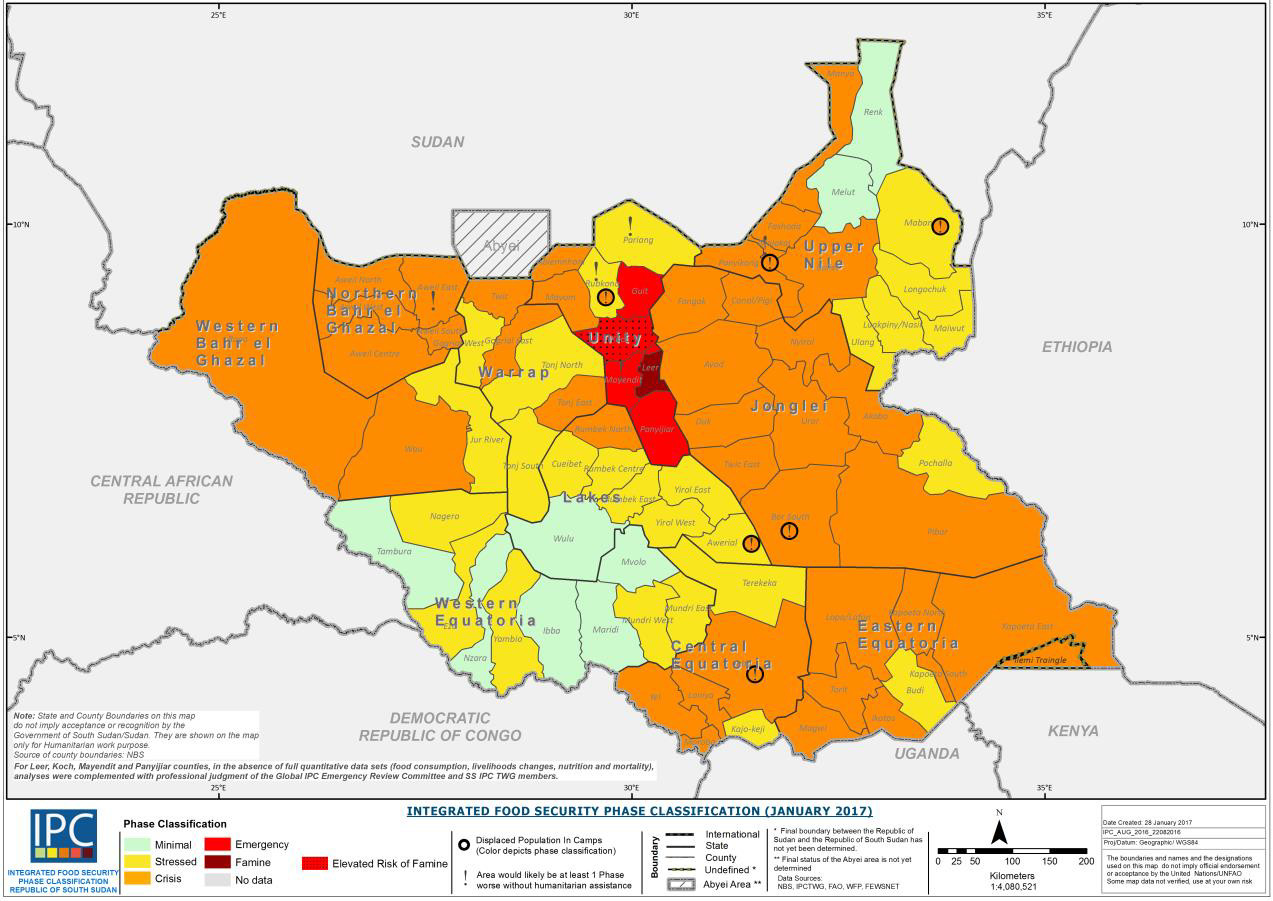
Карта голода в Южном Судане от 1-го до 5-го уровня (минимальный, напряжённый, кризис, чрезвычайный, голод). Голод официально был объявлен в штате Эль-Вахда (тёмно-красный на карте)

С начала 2017 года регионы Южного Судана переживают голод после нескольких лет нестабильности поставок продовольствия в страну, вызванных войной и засухой. От голода в основном страдает население северной части страны. По оценкам, голодают пять миллионов человек (примерно 50 % населения Южного Судана).

## Предпосылки
Южный Судан провозгласил независимость в 2011 году. С 1998 года, когда страна боролась за независимость от Судана, на территории современного Южного Судана умерли от голода, по разным данным, от 70 до нескольких сотен тысяч жителей.
От 2013 года Южный Судан находился в состоянии гражданской войны: воевали между собой представители народности динка, возглавляемые президентом Южного Судана Салвой Кииром, и народности нуэр, объединившимися с оппозицией. С тех пор экономическая ситуация в стране пошатнулась и ухудшалась с каждым годом. Из-за вооружённого конфликта в регионе погибли тысячи людей, более 2 млн стали вынужденными переселенцами.
Вооружённый конфликт в Южном Судане существенно подорвал сельскохозяйственное производство и уровень жизни сельского населения. Всплеск насилия в июле 2016 года увеличил развал системы производства, в том числе в ранее стабильных областях. Резкий рост инфляции — до 800 % в год — также нанёс удар по южносуданским провинциям.

## Голод
О голоде в феврале 2017 года объявила Организация Объединённых Наций. Это первый случай за последние шесть лет, когда ООН объявила в стране положение массового голода. Такое положение объявляется, когда из-за голода умирают минимум два человека в день на каждые 10 тысяч населения, а 20 % населения страдают от сильного недоедания.
По данным ООН, около миллиона жителей Южного Судана находятся на грани голода, из них более 250 тысяч — дети. Всего от недоедания в Южном Судане страдает 40 % населения страны, или 4,9 млн человек.
Наиболее сложная ситуация с продовольствием сложилась в штате Эль-Вахда на севере страны. Несмотря на усилия гуманитарных организаций, продовольствия, поставляемого в Южный Судан, не хватает для того, чтобы помочь всем голодающим.